# Plastic Surgery Disasters
A Plastic Surgery Disasters a Dead Kennedys 1982 novemberében rögzített stúdióalbuma.

## Az album számai
Mindegyik szám szövegét és zenéjét is Jello Biafra szerezte.
Első oldal
1. "Government Flu" – 3:01
2. "Terminal Preppie" – 1:30
3. "Trust Your Mechanic" – 2:55
4. "Well Paid Scientist" – 2:21
5. "Buzzbomb" (East Bay Ray, Jello Biafra) – 2:21
6. "Forest Fire" – 2:22
7. "Halloween" (East Bay Ray, Jello Biafra) – 3:35
8. "Winnebago Warrior" – 2:09

Második oldal
1. "Riot" (Dead Kennedys) – 5:57
2. "Bleed for Me" (Dead Kennedys) – 3:24
3. "I Am the Owl" (Dead Kennedys) – 4:51
4. "Dead End" (East Bay Ray) – 3:56
5. "Moon Over Marin" (East Bay Ray, Jello Biafra) – 4:29

## Közreműködők
- Jello Biafra – zene és szövegszerző, ének
- East Bay Ray – gitár, producer
- Klaus Flouride – basszusgitár, vokál, klarinét
- D.H. Peligro – dob,
- Dave Barrett – szaxofon
- Bruce Askley – szaxofon
- Ninotchka – vokál
- Melissa Webber – vokál (a "The Voice of Christmas Past" számban)
- Geza X – vokál
- Mark Wallner – vokál
- John Cuniberti – vokál
- Thom Wilson – producer
- Norm – keverés
- Oliver Dicicco – hangmérnök
- Winston Smith – borító terv